# 黑夜追击
《黑夜追击》（法語：La Nuit des Traquées）是一部1980年的电影，由吉恩·洛蘭執導，讲述了在一次环境事故中失去记忆并被关在医院里的人。

## 劇情
在一个寒冷的黑夜里，一个男人开车穿过乡村，发现了一个年轻女子（碧姬·萊爾 飾），她似乎在逃避什么。该男子停下车，把她帶上自己的车里，却没有注意到另一个全裸的女人在呼唤她。女人告诉男人，她的名字叫伊丽莎白。她坚持说有人在追她，但她看上去一臉的困惑和害怕。他把伊丽莎白带到他在巴黎的公寓，发现她記不住事情。他告诉她他的名字叫罗伯特，几分钟后她就记不住了。她恳求他不要离开她，因为她会忘记他。两人做爱时，罗伯特告诉伊丽莎白要记住他的脸，这样她就不会忘记在一起的这段时间。第二天早上，罗伯特要去上班，把電話號碼寫在紙上交給了伊麗莎白。当他走后，弗朗西斯医生闯入他的公寓，劝说伊丽莎白回到她逃出的诊所，去和病友們一起接受失忆治疗。
回到醫院后，伊丽莎白似乎想起了前一天晚上喊她的女人，但她们只记得彼此的名字，記不得兩人經歷過的事情。到了晚上，两人再次逃出醫院，給羅伯特打電話，但之後她们都被抓了起来。罗伯特找到了醫院，弗朗西斯医生告诉他，這裏的病人患有一种疾病，会慢慢夺走他们的记忆，很快所有的病人都会变得像行尸走肉一样。但是，罗伯特拒绝相信这一点，并决心要救出伊丽莎白。
醫院的医生们开始处理那些记忆完全消失的人。罗伯特終於找到了伊丽莎白，但爲時已晚，伊麗莎白病得太重了。弗朗西斯医生一槍打中罗伯特的头，罗伯特变得和伊丽莎白一样。兩人并肩而行，完全不知道周围发生了什么。

## 外部鏈接
- 豆瓣电影上《黑夜追击》的資料 （简体中文）
- AllMovie上《黑夜追击》的资料（英文）
- 互联网电影数据库（IMDb）上《黑夜追击》的资料（英文）
- 爛番茄上《黑夜追击》的資料（英文）